# Jordi Adell i Segura
Jordi Adell i Segura (Castelló de la Plana, 1960) és un professor i pedagog valencià, doctor en Filosofia i Ciències de l'Educació per la Universitat de València i professor de Tecnologia Educativa a la Universitat Jaume I de Castelló.
Jordi Adell va començar a fer classes de Noves Tecnologies Aplicades a l'Educació i, posteriorment, va dirigir el Centre d'Educació i Noves Tecnologies (CENT). Juntament amb els seus companys Toni Bellver, Carles Bellver, Enric Navarro i Enrique Silvestre va ser dels creadors del primer servidor Gopher instal·lat a l'Estat espanyol el 1992, així com del primer servidor web registrat internacionalment, el setembre de 1993. El 1996 van crear el primer directori de recursos amb els servidors web d'Espanya, dónde?, que va arribar a tenir fins a 5 milions de consultes mensuals. El van haver de tancar el 1998, amb 29.000 registres, pel col·lapse de visites — una mitjana de 100 per minut— i per la competència comercial que començava a sorgir oferint comptes de correu i notícies d'actualitat, entre d'altres.
Bloguer, pedagog i doctor en Filosofia i Ciències de l'Educació per la Universitat de València, és un dels noms de referència dels orígens de la xarxa a nivell global, motiu pel qual és un dels protagonistes del llibre d'Andreu Veà Cómo creamos internet (2013).

## Obres destacades
- "Tendencias en educación en la sociedad de las tecnologías de la información", amb Eductec: Revista Electrónica de Tecnología Educativa' (1997)
- "Los Entornos Personales de Aprendizaje (PLEs): una nueva manera de entender el aprendizaje" (2010), con Linda Castañeda, a Roig Vila, R. & Fiorucci, M. (Eds.), Claves para la investigación en innovación y calidad educativas. La integración de las Tecnologías de la Información y la Comunicación y la Interculturalidad en las aulas. Stumenti di ricerca per l’innovaziones e la qualità in ámbito educativo. Alcoy: Marfil – Roma TRE Universita degli studi.
- Entornos Personales de Aprendizaje: claves para el ecosistema educativo en red.. Alcoy: Marfil (2013), amb Linda Castañeda (Eds.)